# Рукавина, Миливой
Миливой Рукавина (хорв. Milivoj Rukavina, р. 16 июля 1915, Оточац, Австро-Венгрия) — югославский военный и политик, 34-й мэр Загреба.
Рукавина по профессии юрист, доктор права. Летом 1940 вступил в Коммунистическую партию Югославии, а в следующем году — в Народно-освободительную борьбу Югославии. Во время войны был комиссаром.
После войны был главным прокурором Хорватии, заместителем председателя Сабора, членом Союзного исполнительного комитета, депутатом, а в 1950—1951 годах — градоначальником Загреба.